# Evaristo Hernández Cruz
Evaristo Hernández Cruz (Villahermosa, Tabasco; 19 de abril de 1961) es un político mexicano.  Fue Presidente Municipal del municipio de Centro, Tabasco, donde se encuentra Villahermosa, la capital del estado. Luego de triunfar en las elecciones estatales de Tabasco de 2018, por el Partido del Trabajo (PT) y el partido Movimiento Regeneración Nacional (MORENA), rindió protesta como ejecutivo del Ayuntamiento de Centro, el 5 de octubre de 2018.

## Presidente Municipal
Entre 2007 y 2009 ocupó el mismo cargo (Presidente Municipal de Centro), entonces electo en las elecciones estatales de Tabasco de 2006, por el Partido Revolucionario Institucional (PRI).
En 2015 fue candidato a la Presidencia Municipal de Centro en las elecciones estatales de Tabasco de ese año, postulado nuevamente por el Partido Revolucionario Institucional, donde alcanzó el segundo lugar. La elección, que fue ganada por el candidato del Partido de la Revolución Democrática y el Partido Nueva Alianza, Gerardo Gaudiano Rovirosa, fue anulada por el Tribunal Electoral del Poder Judicial de la Federación (TEPJF) el 17 de diciembre de 2015, "debido a las irregularidades sustanciales y graves en el manejo de paquetes electorales, número de casillas instaladas, contradicciones de los resultados de actas de escrutinio y cómputo, falta de documentación y violaciones en el cómputo distrital que impiden conocer la veracidad de los resultados."

## Experiencia legislativa
Ha sido Diputado del Congreso del Estado de Tabasco en dos ocasiones; la primera entre 1998 y 2000 en la LVI Legislatura por el Distrito V (Centro Sur), a donde llegó como abanderado del Partido Revolucionario Institucional.
Su segunda incursión como legislador local fue entre 2004 y 2006 en la LVIII Legislatura por el Distrito IV (Centro Norte), a donde llegó impulsado por el Partido Revolucionario Institucional.
Actualmente rige como director general del colegio de bachilleres de Tabasco a nivel estatal, desde el 1º de octubre de 2024, cuando tomó posesión del cargo a manos del ex director general, el maestro Erasmo Martínez, hasta el año 2030.

## Actividad partidista
Ha sido Presidente del Comité Directivo Municipal de Centro del Partido Revolucionario Institucional y Secretario de Organización del Comité Directivo Estatal del PRI en Tabasco.
Luego de no ser postulado a la Presidencia Municipal de Centro para la elección extraordinaria del Municipio del Centro en 2016, renunció al PRI el 19 de enero de ese mismo año, tras 38 años de militancia en ese instituto político.
El 1 de febrero de 2016 anunció su afiliación a Morena.